# السياحة في زيمبابوي

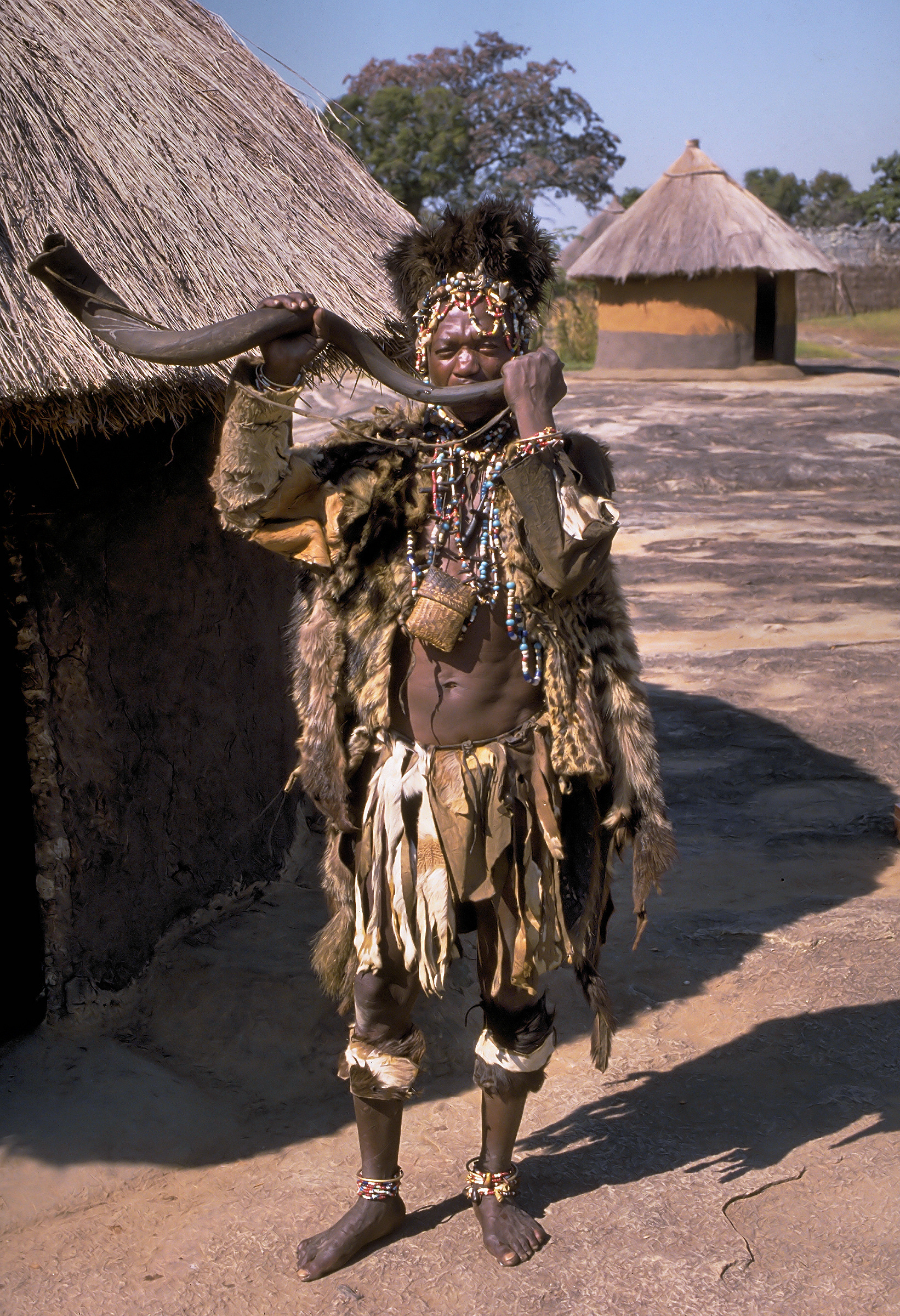

## مميزات الموقع الجغرافي
تقع زيمبابوي في جنوب وسط أفريقيا بين نهري زامبيزي في الشمال ونهر ليمبوبو في الجنوب ، ولديها حدود مع موزمبيق من جهة الشمال الشرقي ، وجنوب بأفريقيا من جهة الجنوب وبوتسوانا من جهة الجنوب الغربي وزامبيا من جهة الشمال والشمال الغربي .
وتمتاز بكثرة الهضاب فيها حيث يوجد أكثر من 75% من هذه الهضاب بين ارتفاع 610 متر (2000 قدم ) و 1525 متر ( 5000 قدم ) فوق مستوى سطح البحر.
وتبلغ طول أعلى هضبة حوالي 400 ميل وعرض 50 ميل وتمتد من الشمال الشرقي إلى الجنوب الغربي بارتفاع 1220 متر عن مستوى سطح البحر ويوجد العديد من السهول الرملية العريضة في حوض نهر زامبيزي ونهر ليمبوبو وكذلك سلاسل جبلية شديدة الانحدار تفصل السهول الشرقية الذي تحد المحيط الهندي وتلال وانهار عميقة تتدفق على مدار السنة .
تمتاز زيمبابوي بمناخها الدافئ ومناطق غنية بتنوع الطبيعة الحيوانات وكذلك يوجد بها واحدة من عجائب الدنيا السبع وهي شلالات فيكتوريا .

## تاريخ السياحة
وقد أخذ قطاع السياحة والسفر في الانتعاش في عام 2010م بعد عقد من الصراعات السياسية الداخلية فضلاً عن الآثار السلبية للركود الاقتصادي لعالمي . ومنذ تشكيل حكومة انتقالية ، أصبحت زيمبابوي واحدة من أكثر أماكن الجذب السياحي نظراً لعودة السلام النسبي إليها وكذلك الاستقرار وقد سجل قطاع السياحة نمواً إيجابياً في عام 2010م على الرغم من الانتعاش البطيء للاقتصاد العالمي .
ومع تزايد مؤشرات الوحدة والاستقرار ، قامت الكثير من بلدان الغرب برفع تحذيرات السفر إلى زيمبابوي وهذا مما شجع السياح الأجانب إلى القدوم إلى هذا البلد ، وأغلبية الوافدين في عام 2010م كانوا من البلدان الأفريقية الأخرى تليها بلدان في أوروبا والولايات المتحدة .

## شلالات فيكتوريا تبقى الأكثر جذباً للسياحة
نظراً للشعبية الكبيرة والشهرة الواسعة لشلالات فيكتوريا فإن ذلك دعم قطاع السياحة في زيمبابوي ، هذا الموقع الجغرافي المذهل الذي يقع بين زيمباوي وجارتها زامبيا ، وتعتبر الشلالات أهم وجهة سياحية تجذب السياح إليها ، وأغلبية السياح يأتون إليها للاستماع برؤية أوسع شلالات مياه في العالم . كما أنها من عجائب الدنيا السبع وما يحيط بها من أماكن شكلت متنزهات وطنية وموقع للتراث العالمي .
ويوجد في المدينة العديد من الفنادق الفخمة ومطار يخدم السياحية والسفر في المنطقة .

## سحب الرماد البركاني الايسلندي أثر على الرحلات الأوروبية الطويلة
إن اندلاع بركان أيسلندا ( أيايا لا يكول ) في مطلع عام 2010م أثر على حركة الملاحة الجوية بين أوروبا وبقية دول العالم ومن ضمنها زيمبابوي حيث تم إلغاء العديد من رحلات الطيران من وإلى زيمبابوي ، وقد تكبدت خطوط زيمبابوي الجوية الكثير من الخسائر المالية نظراً لإلغاء العديد من الرحلات إلى لندن .

## تطوير الفنادق
إزداد معدل الفنادق في زيمبابوي بسبب ارتفاع عدد الوافدين إلا أن البُنى التحتية للفنادق وخاصة في الأماكن السياحية بحاجة إلى الصيانة والتطوير ، ووفقاً لمجلس السياحة في زيمبابوي فإن هناك حاجة لأكثر من 120 مليون دولار لتحديث البُنى التحتية الخاصة بالضيافة والسياحة ، ونظراً لأن العديد من اللاعبين المحليين في قطاع السياحة لا يمتلكون التمويل الكافي لتحديث وتطوير المرافق الخاصة بالسياحة فإن زيمبابوي تبنّت العديد من الحوافز لتشجيع الاستثمار الأجنبي الخاص .

## مستقبل مشرق لقطاع السياحة والسفر في زيمبابوي
يشهد قطاع السياحة والسفر نمواً مضطرداً حيث تمتلك زيمباوي العديد من مناطق الجذب السياحي بما في ذلك واحدة من عجائب الدنيا الطبيعية وهي شلالات فيكتوريا . ويكمن النجاح في المستقبل بالاستقرار السياسي وتحسن بيئتها الاقتصادية والسياسية كون هذه العوامل سوف تشجع قدوم الكثير من السياح إليها . ومع ذلك فإن عدم وجود الموارد المالية لتحسين المنتجات المحلية المتوفرة تعتبر من إحدى العوائق التي تواجه النمو المستقبلي لقطاع السياحة والسفر ويجب أن يتم بذل الكثير من الجهود لإزالة الدعاية السلبية التي تشوّه سمعه البلد ومتى ما تم معالجة هذه التحديات فإن زيمبابوي سيكون لديها القدرة بأن تكون واحدة من أهم الوجهات السياحية في أفريقيا .
ويمتاز البلد بالتراث والتاريخ العريق وشلالات فيكتوريا والقصر الفخم في زيمبابوي والحياة البرية والطبيعة البكر والمرتفعات الشرقية الإسطورية وكذلك كاربيا الإسطورية ونهر زامبيزي .
لقد أعطت العجائب السبع سبعة أسباب للزوار لكي يقوموا بزيارة زيمبابوي وهذه الأسباب هي أن شعب زيمبابوي يمتاز بالسلام ولطف الناس وكرم الضيافة وهذا يعتبر السبب الأول أما الأسباب الأخرى فهي أن لزيمبابوي تاريخ وتراث عريق يوضح كيف عانى الناس وكيف يعيشون الآن وكذلك شلالات فيكتوريا وتمثال زيمبابوي العظيم الذي يعتبر أحد العجائب في حد ذاته فهو مبنى من كتل الجرانيت مع عدم وجود لاصق وهذا مما جعله يستحوذ على اهتمام كل المهندسين المعماريين المحليين والدوليين .
ومن الأسباب الذي تستدعي السياحة في زيمبابوي هي الطبيعة والحياة البحرية والبرية والتي جعلتها واحدة من ضمن 40 أجمل أماكن في العالم .
وكذلك وجود المرتفعات الشرقية وهي عبارة عن سهل جبلي وتتدفق المياه من داخله. وكذا يوجد بها كاريبا الأسطورية ونهر زامبيزي .

## سمعة سياسية سيئة
لا تزال زيمبابوي تتصدر عناوين الصحف وذلك لأسباب خاطئة وبالرغم من تقاسم السلطة في الحكومة التي يترأسها روبرت موجابي قائد حركة التغيير الديمقراطي مرجان سفا بخيري اللذان تعهدا بتحسين حياة شعب مواطني زيمبابوي إلا أن البلد ما زال يواجه مهمة صعبة بسبب التشاحن السياسي .
وبالرغم من التحسن البطيء للاقتصاد إلا أن الملايين لا تزال تعتمد على المساعدات الغذائية كما أن تفشي الأمراض من شأنه أن يفاقم الموقف .

## بعض المعالم السياحية
The Victoria Falls
The Victoria Falls
The Great Dyke
The Great Dyke
The Pungwe Falls
The Pungwe Falls
The Eastern Highlands
The Eastern Highlands
Great Zimbabwe - Dzimba Dzemabwe
Great Zimbabwe - Dzimba Dzemabwe
Mana Pools National Park
Mana Pools National Park
Lake Mutirikwe
Lake Mutirikwe
Vumba Botanical Gardens and Reserve
Vumba Botanical Gardens and Reserve
Mutorashanga Quarry (Ethel Mine)
Mutorashanga Quarry (Ethel Mine)
Cecil John Rhodes' Grave
Cecil John Rhodes' Grave
Lake Kariba
Lake Kariba
The Matobo Nat Park & Matopos Hills
The Matobo Nat Park & Matopos Hills